# Świerząbek
Świerząbek (Chaerophyllum L.) – rodzaj roślin należący do rodziny selerowatych. Obejmuje co najmniej 46–65 gatunków. Występują one w Europie (12 gatunków), w północnej Afryce i w Azji (w Chinach na wschodzie tego kontynentu rosną dwa gatunki). W Polsce jako rodzime rosną cztery gatunki: świerząbek bulwiasty Ch. bulbosum, świerząbek gajowy Ch. temulum, świerząbek korzenny Ch. aromaticum i świerząbek orzęsiony Ch. hirsutum. Poza tym jako antropofit zadomowiony notowany jest świerząbek złotawy Ch. aureum.
Rośliny te rosną zwykle w widnych lasach i na siedliskach antropogenicznych, np. na przydrożach. Świerząbek bulwiasty Ch. bulbosum ma jadalny korzeń palowy i bywa uprawiany jako warzywo. Świerząbek orzęsiony Ch. hirsutum bywa uprawiany jako roślina ozdobna, zwłaszcza odmiana o kwiatach różowych – 'Roseum'.

## Morfologia

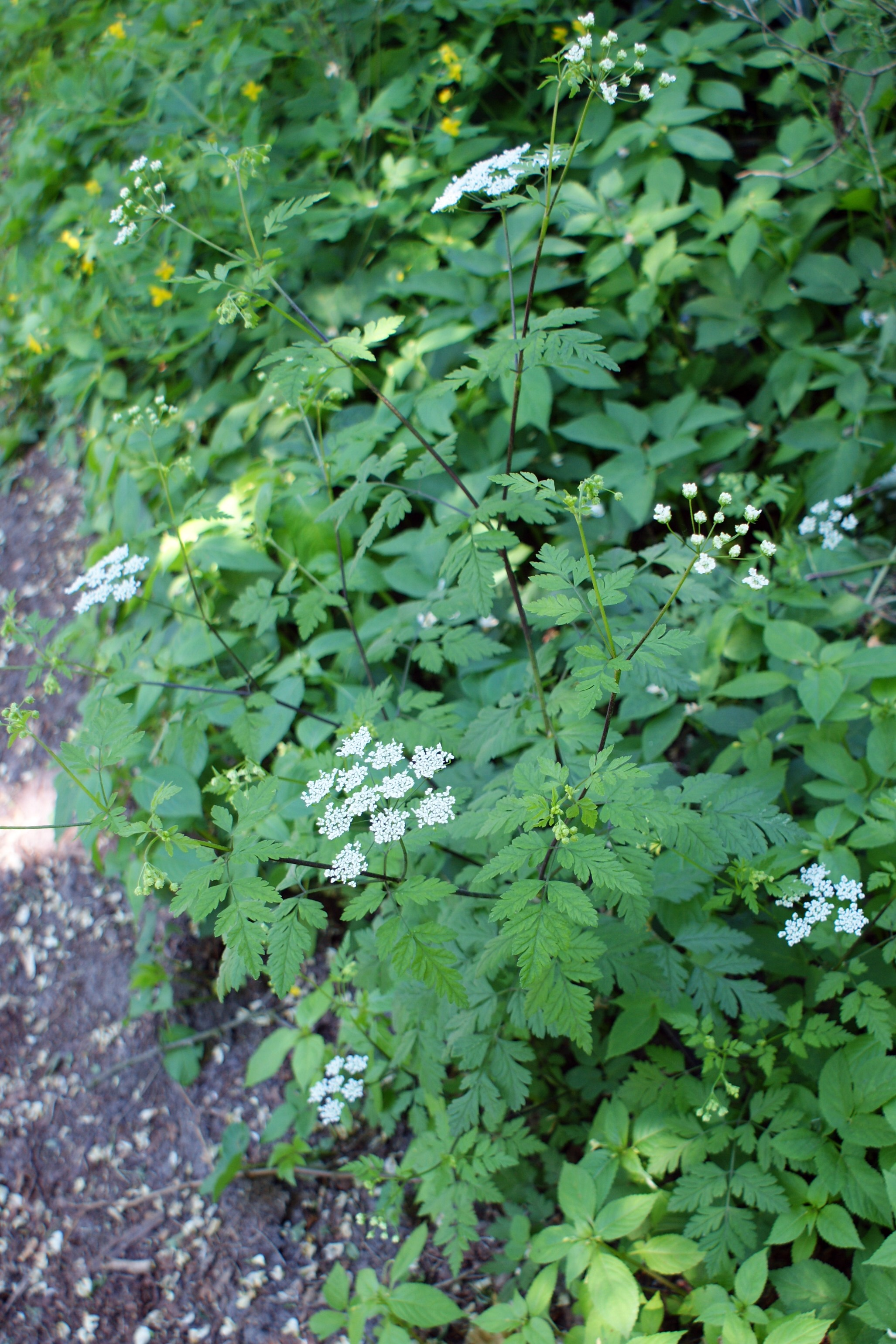
Świerząbek gajowy

PokrójRośliny jednoroczne, dwuletnie i byliny osiągające ponad 1 m wysokości. Łodygi prosto wzniesione, rozgałęziające się, często zgrubiałe pod węzłami i owłosione szorstkimi, skierowanymi w dół włoskami barwy białej lub szarej.
Liście2- i 3-krotnie pierzaste. Ogonkowe, pochwiastą nasadą obejmujące łodygę.
KwiatyZebrane w baldachy złożone. Pokryw brak lub są one nieliczne, podczas gdy pokrywki składają się z wielu listków. Kielich drobny, ze słabo widocznymi ząbkami działek lub brak ich zupełnie. Płatki korony białe, żółtawe lub różowe, odwrotnie jajowate, wycięte na końcach, w kwiatach brzeżnych płatki często nieco większe od tych znajdujących się wewnątrz baldachów. Pręciki w liczbie 5. Zalążnia dolna, dwukomorowa, w każdej z komór z pojedynczym zalążkiem. Słupki dwa o szyjkach równej długości lub dłuższych jak stożkowaty krążek miodnikowy.
OwoceRozłupnia rozpadająca się na dwie rozłupki, wydłużone, walcowate lub wąsko elipsoidalne, spłaszczone z boku, bez dzióbka na końcu, na powierzchni nagie, z 5 żebrami mniej lub bardziej widocznymi.

## Systematyka
Pozycja systematyczna
W obrębie rodziny selerowatych (baldaszkowatych) Apiaceae rodzaj klasyfikowany jest do podrodziny Apioideae, plemienia Scandiceae i podplemienia Scandicinae.
Wykaz gatunków
- Chaerophyllum aksekiense A.Duran & H.Duman
- Chaerophyllum angelicifolium M.Bieb.
- Chaerophyllum aromaticum L. – świerząbek korzenny
- Chaerophyllum astrantiae Boiss. & Balansa ex Boiss.
- Chaerophyllum atlanticum Coss. ex Batt.
- Chaerophyllum aurantiacum Post
- Chaerophyllum aureum L. – świerząbek złotawy
- Chaerophyllum azoricum Trel.
- Chaerophyllum bobrovii Schischk.
- Chaerophyllum borodinii Albov
- Chaerophyllum bulbosum L. – świerząbek bulwiasty
- Chaerophyllum byzantinum Boiss.
- Chaerophyllum capnoides (Decne.) Benth. ex C.B.Clarke
- Chaerophyllum coloratum L.
- Chaerophyllum confusum Woronow
- Chaerophyllum creticum Boiss. & Heldr.
- Chaerophyllum crinitum Boiss.
- Chaerophyllum dasycarpum (Hook. ex S.Watson) Nutt.
- Chaerophyllum elegans Gaudin
- Chaerophyllum euboeum Halácsy
- Chaerophyllum hakkiaricum Hedge & Lamond
- Chaerophyllum heldreichii Orph.
- Chaerophyllum hirsutum L. – świerząbek orzęsiony, ś. kosmaty
- Chaerophyllum humile M.Bieb.
- Chaerophyllum karsianum Kit Tan & Ocakv.
- Chaerophyllum khorossanicum Czerniak. ex Schischk.
- Chaerophyllum kiapazi Woronow ex Schischk.
- Chaerophyllum laseroides Hedge & Lamond
- Chaerophyllum leucolaenum Boiss.
- Chaerophyllum libanoticum Boiss. & Kotschy
- Chaerophyllum macropodum Boiss.
- Chaerophyllum macrospermum (Willd. ex Spreng.) Fisch. & C.A.Mey. ex Hohen.
- Chaerophyllum meyeri Boiss. & Buhse
- Chaerophyllum nivale Hedge & Lamond
- Chaerophyllum oligocarpum Post ex Boiss.
- Chaerophyllum posofianum Erik & Demirkus
- Chaerophyllum procumbens (L.) Crantz
- Chaerophyllum reflexum Aitch.
- Chaerophyllum roseum M.Bieb.
- Chaerophyllum rubellum Albov
- Chaerophyllum syriacum Heldr. & Ehrenb. ex Boiss.
- Chaerophyllum tainturieri Hook. & Arn.
- Chaerophyllum temulum L. – świerząbek gajowy
- Chaerophyllum tenuifolium Poir.
- Chaerophyllum villarsii W.D.J.Koch
- Chaerophyllum villosum Wall. ex DC.